# Virginia (Illinois)
Pour les articles homonymes, voir Virginia.
La ville de Virginia est le siège du comté de Cass, dans l'Illinois, aux États-Unis.

## Source
- (en) Cet article est partiellement ou en totalité issu de l’article de Wikipédia en anglais intitulé « Virginia, Illinois » (voir la liste des auteurs).